# Castillo de Montclús
El castillo fronterizo de Montclús, también conocido como Castillo de los Moros, fue el centro de la importante baronía de Montclús. Ocupa un lugar estratégico, con un acceso difícil, lo que confirma sus cualidades defensivas.

## Ubicación
Situado en las estribaciones del macizo del Montseny sobre la llanura de Palautordera. Se accede pasado el núcleo de San Esteban de Palautordera, de la capilla de Santa Margarita sale un camino de tierra, a la derecha, que atraviesa el río Tordera, desde el río, un caminito de arena sube a la colina.

## Historia del conjunto
El origen del castillo hay que situarlo entre los siglos XI y XII, pero no fue importante hasta el siglo XIII, periodo en que los señores de Sesagudes abandonaron el castillo del Montseny para instalarse en esta fortaleza. Tenía jurisdicción sobre las parroquias de Montseny, la Costa, Fogars, Mosqueroles, Vilalba Sasserra, Sant Martí de Pertegàs, Santa María y San Esteban de Palautordera, Vallgorguina y Olzinelles. Entre el 1230 y en 1263 Guillemó, hijo de Guillermo Umbert de Montseny, cambió su apellido por el de Montclús y se estableció como señor de este castillo. Se casó con Gueralda de Cabrera, hija del vizconde Guerau V. Su hijo Riambau heredó el castillo, pero lo tuvo poco tiempo, ya que pronto lo cedió a su tío Ramón de Cabrera. Fue en el siglo XIV cuando se llevaron a cabo las obras de transformación del castillo en palacio. En 1403 finalizó la dependencia feudal que mantenían los señores de Montclús hacia el orden del Hospital de San Celoni, ya que la baronía mayor de este feudo la adquirió Bernardino de Cabrera. A mediados del siglo XV el castillo de Montclús todavía estaba en manos de los vizcondes de Cabrera. En 1508 se restauró la capilla del castillo y en 1739 el vicario general concedía licencia para transportar la capilla, prácticamente en ruinas, hasta el campo llamado de la Parellada.

## Arquitectura
El conjunto del castillo de Montclús denota dos etapas muy bien diferenciadas. A un primer momento corresponden una torre circular y una sala adjunta. Los muros de estas dos construcciones están hechos con aparejo irregular, que en algunos tramos muestra fragmentos de opus spicatum, o sillares dispuestos a modo de espiga. Son construcciones datables en el siglo X. A un segundo momento corresponde el cercado de planta casi cuadrada, construido ya en la Baja Edad Media, en el siglo XIII o XIV. Conserva en mejores condiciones los muros norte y oeste. Hay restos de un segundo recinto, en el sector suroeste, con cerraduras de muro que tienen aspilleras y almenas. Probablemente correspondía a la zona donde estaba la entrada principal.